# うちのアパートの妖精さん
『うちのアパートの妖精さん』（うちのアパートのようせいさん）は、あまからするめによる漫画作品。『コミックガルド』（オーバーラップ）にて2017年25日1月から2020年3月13日にかけて連載された。
親戚が所有しているボロアパート「常若荘」に管理人として住むことになった主人公と、アパートにいつの間にか勝手に住み着いていた妖精たち、それに主人公の周囲の人々が織りなす日常を描いた4コマ漫画。

## 主な登場人物

### 人間
主人公
アパート「常若荘」の管理人で大学生。大学では西洋民俗学を専攻している。いつも勝手気ままな妖精たちに振り回されているが、本人的には「レポートのネタになる」側面もあるため、妖精と同居生活を送っている。
庭戸（にわと）
主人公の大学の後輩。ケット・シーさんの本来の飼い主。

### 妖精
妖精たちは日頃好き勝手に動き回っているが、人に危害を加えることはない。
コボルトさん
主人公が「常若荘」にやってきた際に既に住み着いていた妖精。人間の代わりに家事をやってくれるのだが、非常に要領が悪い。
ピクシーさん
同じく既に住み着いていた妖精。背中の羽根は着脱式。また体の大きさを自分の意志で変えられる。基本的に毒舌。
ジャック・オー・ランタンさん
同じく既に住み着いていた妖精。人を迷わせようとして自分が道に迷ってしまうことが多い。火の玉の妖精なので体温が高いほか、元農夫のためか野菜ジュース推し。
エサソンさん
近所に住んでいる女性の妖精。非常に存在感が薄くなかなか気づいてもらえないのがお約束。そのせいか気が弱く引っ込み思案な性格。
ケット・シーさん
元は庭戸のところで飼われていた猫。思うところがあって庭戸の家から家出してきたが、なぜか主人公になついてしまい「常若荘」の一員となる。

## 書誌情報
- あまからするめ『うちのアパートの妖精さん』オーバーラップ〈ガルドコミックス〉、全5巻
  1. 2017年8月25日発売、ISBN 978-4-86554-253-0
  2. 2018年5月25日発売、ISBN 978-4-86554-356-8
  3. 2018年11月25日発売、ISBN 978-4-86554-421-3
  4. 2019年9月25日発売、ISBN 978-4-86554-551-7
  5. 2020年3月25日発売、ISBN 978-4-86554-629-3